# Turystyka - wspólna sprawa
Turystyka – wspólna sprawa (2006–2007) – projekt szkoleniowo-doradczy dla branży turystycznej, realizowany na zlecenie Polskiej Agencji Rozwoju Przedsiębiorczości, współfinansowany ze środków Unii Europejskiej w ramach Europejskiego Funduszu Społecznego. Jego beneficjentami są pracownicy i menedżerowie firm z branży turystycznej, przedstawiciele jednostek samorządu terytorialnego oraz organizacji zrzeszających pracodawców i ew. organizacji wspierających rozwój turystyki.

## Zadania
- poprawa umiejętności tworzenia, rozwijania i promowania markowych produktów turystycznych w formule sieciowej, tj. poprzez współpracę różnych podmiotów działających na jednym obszarze,
- rozszerzenie zasobów wiedzy dotyczącej zagadnień branżowych związanych z działalnością turystyczną,
- doskonalenie znajomości języków obcych: angielskiego, francuskiego, niemieckiego i rosyjskiego.

## Edycje
Ze względu na rozległość geograficzną projekt jest przeprowadzany w trzech
trwających jednocześnie edycjach:
- Edycja I („Program szkolenia kadr dla rozwoju produktów turystycznych” Nr 39/PARP/2.3b/2004) odbywa się na terenie województw: dolnośląskiego, kujawsko-pomorskiego, podlaskiego, pomorskiego i świętokrzyskiego. Edycję realizuje konsorcjum w składzie: Doradztwo Gospodarcze DGA SA (lider), F5 sp z o.o., CET Polska, Migut Media SA i JDJ Bachalski.
- Edycja II („Program szkolenia kadr dla rozwoju produktów turystycznych II” Nr 54/PARP/2.3b/2005) odbywa się na terenie województw lubelskiego, małopolskiego, śląskiego, warmińsko-mazurskiego i zachodniopomorskiego. Edycję realizuje konsorcjum w składzie: F5 sp z o.o. (lider), Doradztwo Gospodarcze DGA SA, CET Polska, Migut Media SA i JDJ Bachalski.
- Edycja III („Program szkolenia kadr dla rozwoju produktów turystycznych III”, nr 74/PARP/2.3b/2006) odbywa się na terenie województw: lubuskiego, łódzkiego, mazowieckiego, opolskiego, podkarpackiego i wielkopolskiego. Edycję realizuje konsorcjum w składzie: Doradztwo Gospodarcze DGA SA (lider) i F5 sp z o.o. przy udziale Migut Media SA.

## Komponenty
Ze względu na obszerność materii, której dotyczy szkolenie i doradztwo, projekt „Turystyka – wspólna sprawa” w każdej z edycji został funkcjonalnie podzielony na trzy niezależne komponenty:
- Komponent 1. „Współpraca sieciowa” – obejmuje cykl szkoleń i doradztwa na temat tworzenia, rozwijania i promowania markowych produktów turystycznych w formule sieciowej, tj. w ścisłej współpracy partnerów działających na danym terenie. Dofinansowanie z EFS: MŚP – 80%, duże przedsiębiorstwa – 60%, jednostki samorządu terytorialnego i organizacje – 100%
- Komponent 2. „Zarządzanie turystyką” – obejmuje cykl szkoleń na temat zarządzania produktem i przedsiębiorstwem turystycznym; zawiera również szereg szkoleń dla pracowników doskonalących kwalifikacje zawodowe. Dofinansowanie z EFS: MŚP – 80%, duże przedsiębiorstwa – 60%, jednostki samorządu terytorialnego i organizacje – 100%
- Komponent 3. „Języki obce” – obejmuje naukę czterech języków: angielskiego, niemieckiego, francuskiego oraz rosyjskiego; kurs obejmujący 94-96 godzin kładzie nacisk przede wszystkim na rozwijanie słownictwa dotyczącego branży turystycznej. Dofinansowanie z EFS: MŚP – 80%, duże przedsiębiorstwa – 60%, jednostki samorządu terytorialnego i organizacje nie są przewidziane w tym komponencie.

## Grupy partnerskie
W ramach projektu powstanie około 100 Grup Partnerskich, których celem będzie wspólne stworzenie, rozwijanie i promowania markowych produktów turystycznych w formule sieciowej. Członkami Grup są przedsiębiorstwa turystyczne, samorządy oraz organizacje. Każda grupa spełniająca określone w regulaminie wymogi formalne może wziąć udział w Pakiecie Promocji Produktu (PPP). Jego celem jest pomoc finansowa przy tworzeniu materiałów promocyjnych grupy: folderu, przewodnika lub innego wydawnictwa kartograficznego, prezentacji na płycie CD lub DVD oraz strony internetowej. Grupy Partnerskie mogą również zgłaszać swój udział w konkursie „Turystyka – wspólna sprawa”. W każdym województwie zostanie wyłoniona grupa realizująca najciekawszy Produkt Turystyczny, a nagrodą będzie udział w targach Tour Salon 2007. Przewidziano 16 równorzędnych nagród, po jednej dla przedstawiciela każdego z województw.

## Regionalne Biura Projektu
W celu sprawnego realizowania zadań projektu „Turystyka – wspólna sprawa” w każdym z województw zorganizowano Regionalne Biura Projektu (RBP). Do zadań RBP należy między innymi prowadzenie rekrutacji, a także organizowanie konferencji, spotkań oraz szkoleń.
| Województwo         | Biuro            | Koordynator             |
| dolnośląskie        | RBP Wrocław      | Ireneusz Cierpisz       |
| kujawsko-pomorskie  | RBP Bydgoszcz    | Zbigniew Galiński       |
| lubelskie           | RBP Nałęczów     | Wiesław Czerniec        |
| lubuskie            | RBP Zielona Góra | Jadwiga Błoch           |
| łódzkie             | RBP Łódź         | Zbigniew Frączyk        |
| małopolskie         | RBP Kraków       | Zygmunt Kruczek         |
| mazowieckie         | RBP Warszawa     | Piotr Żółtowski         |
| opolskie            | RBP Opole        | Piotr Mielec            |
| podkarpackie        | RBP Rzeszów      | Jan Sołek               |
| podlaskie           | RBP Białystok    | Grzegorz Chocian        |
| pomorskie           | RBP Gdańsk       | Jacek Zdrojewski        |
| śląskie             | RBP Pszczyna     | Jacek Patyk             |
| świętokrzyskie      | RBP Kielce       | Małgorzata Wilk-Grzywna |
| warmińsko-mazurskie | RBP Olsztyn      | n/n                     |
| wielkopolskie       | RBP Poznań       | Ewa Przydrożny          |
| zachodniopomorskie  | RBP Szczecin     | Marek Migdal            |

## Fazy projektu
- Konferencje regionalne
- Rekrutacja do Grup Partnerskich
- Spotkania Grup Partnerskich
- Rekrutacja na szkolenia, komponent I, II i III
- Szkolenia, komponent I, II i III; Pakiet Promocji Produktu; Konkurs
- Zakończenie szkoleń – konferencje zamykające.